# جحفل (أرحب)

تعديل مصدري - تعديل

جحفل هي إحدى قرى عزلة شاكر بمديرية أرحب التابعة لمحافظة صنعاء، بلغ تعداد سكانها 193 نسمة حسب تعداد اليمن لعام 2004.